# Georg Heinrich Bürde
Georg Heinrich Bürde (* 16. April 1796 in Berlin; † 17. Oktober 1865 ebenda) war ein deutscher Architekt und preußischer Baubeamter, der in Berlin wirkte.

## Leben
Bürde war der Sohn des Dichters und Hofrats Samuel Gottlieb Bürde. Er diente zunächst als junger Soldat in den Befreiungskriegen. 1817 legte er die Feldmesser-Prüfung ab und begann 1818 am Bau des Berliner Schauspielhauses. Er war nach seinem Studium an der Berliner Bauakademie zunächst als Bauführer ein Schüler und Mitarbeiter Karl Friedrich Schinkels. Seit 1824 war er als Baumeister und ab 1832 als Bauinspektor in Berlin tätig. Am 9. Mai 1844 wurde er zum Dombauleiter ernannt, dieses Amt übte er bis 1847 aus. Er wirkte zudem seit 1845 in der Dombaukommission und in der Ministerialbaukommission mit. 1849 kam er zur Oberbaudirektion und war ab 1852 Leiter für besondere Bauvorhaben im preußischen Innenministerium. Im März 1849 wurde er mit dem preußischen Roten Adlerorden 4. Klasse ausgezeichnet.

## Familie
Bürde heiratete am 24. März 1824 Henriette Luise geborene Despang (1803–1880).
- Sein Sohn Heinrich Emil Bürde (1827–1898) war Schauspieler am Wiener Hoftheater und mit Jenny Bürde-Ney verheiratet.
- Seine Tochter Katarina (1837–1917) heiratete 1856 den Maler Paul Bürde, den Sohn seines Bruders Ernst.[5]
- Sein Bruder Friedrich Leopold Bürde (1792–1849) war Tiermaler und Professor an der Berliner Kunstakademie
- Sein Bruder Ernst Samuel Bürde (1794–1869) war Rittergutsbesitzer auf Gut Rosniontau und Landrat von Groß-Strehlitz.[6]

## Bauten
Mitarbeit an Bauten Schinkels
- 1818–1821: Schauspielhaus in Berlin
- 1824–1825: Artillerie- und Ingenieurschule in Berlin, Unter den Linden (nicht erhalten)
- 1824–1830: Altes Museum in Berlin
- 1832–1835: Berliner Bauakademie

Bauten in eigener Verantwortung
- 1830–1840 und 1861–1864: Anbauten und Modernisierung für die Münze in Berlin, Unterwasserstraße (nicht erhalten)
- 1829–1831: viergeschossiges Speichergebäude für den Neuen Packhof in Berlin (nicht erhalten)
- 1838–1846: Erweiterungsbau für das Stadtgericht in Berlin, Königstraße / Jüdenstraße (nicht erhalten)
- 1848–1849: Umbau des Palais Hardenberg in Berlin zum Sitzungs- und Geschäftsgebäude des Preußischen Abgeordnetenhauses (nicht erhalten)
- 1851: Umbau des vormaligen Mendelssohn'schen Hauses in Berlin zum Preußischen Herrenhaus (nicht erhalten)
- 1862–1864: Grundlegende Erneuerung des Palais am Festungsgraben in Berlin (zusammen mit Hermann von der Hude)
- 1867: Gebäude der Luisenstiftung in Berlin, Markgrafenstraße (nicht erhalten)